# Alvise dal Friso

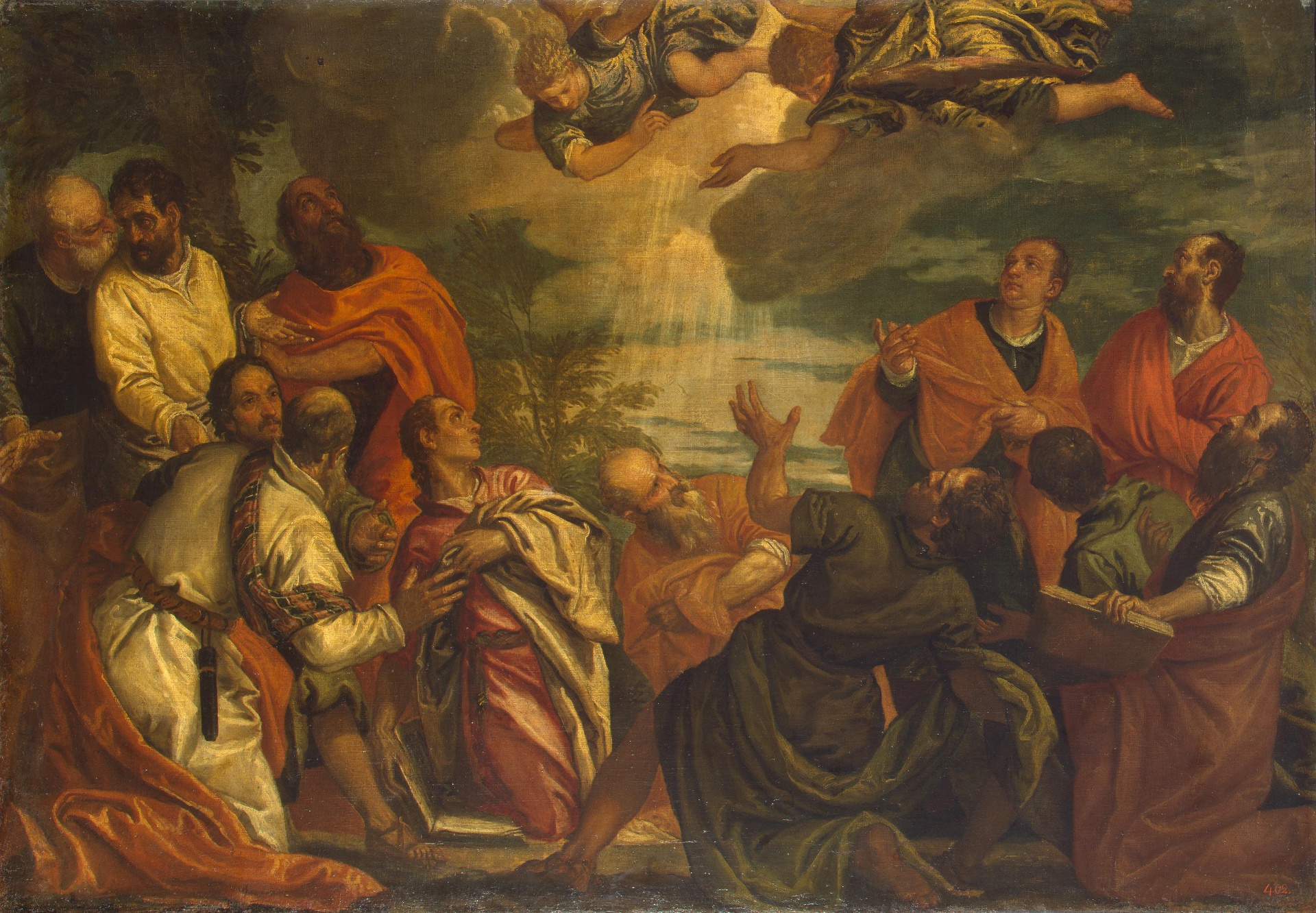
Pentecostés.

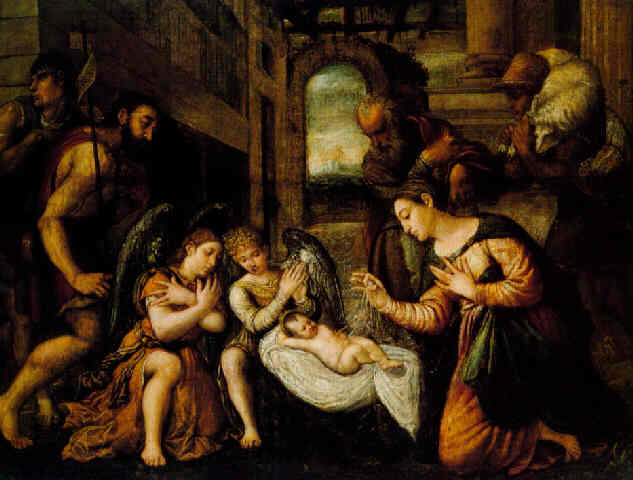
Natividad.

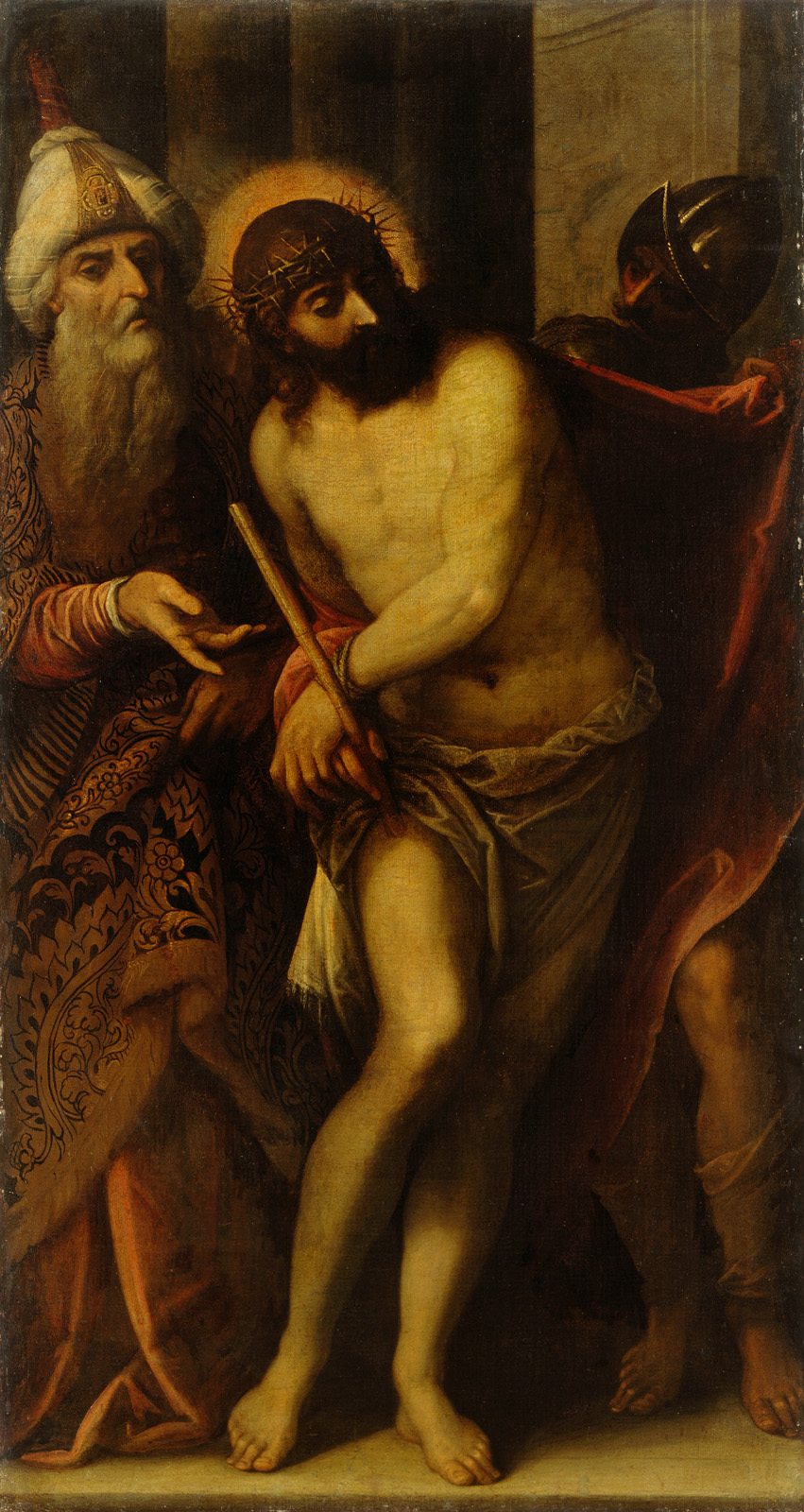
Ecce Homo, Liubliana, Galería nacional de Eslovenia.

Luigi Benfatto, conocido como Alvise dal Friso (Verona, 1544 - Venecia, 7 de octubre de 1609), fue un pintor italiano.
Sobrino de Paolo Veronés y discípulo del gran maestro, cuyo estilo siguió en buena parte de su carrera, a veces llegando incluso al servilismo; otras veces se acercó más al estilo de Palma el Viejo. Después se integró más profundamente en la corriente manierista en boga en aquella época. Trabajó durante toda su carrera en Venecia; está documentada su presencia en la ciudad entre 1584 y 1608, fecha esta última en la que figura como miembro del gremio de pintores.

## Obras destacadas
- Anunciación (San Nicolo dei Mendicoli, Venecia)
- Adoración de los Pastores (San Nicolo dei Mendicoli, Venecia)
- Jesús en el Templo (San Nicolo dei Mendicoli, Venecia)
- Prendimiento de Cristo (1602, San Nicolo dei Mendicoli, Venecia)
- Flagelación de Cristo (San Nicolo dei Mendicoli, Venecia)
- Cristo es mostrado al pueblo (1602, San Nicolo dei Mendicoli, Venecia)
- Pentecostés (Museo del Hermitage, San Petersburgo)
- Sueño de Constantino (San Nicolo, Venecia)
- Resurrección de Cristo (Uffizi, Florencia)
- Virgen con San Roque y San Sebastián (Palazzo della Giusticia Nuova, Venecia)
- Oración en el Huerto de los Olivos (San Domenico, Chioggia)
- Ecce Homo (National Gallery of Slovenia, Liubliana)
- Batalla del Puente Milvio (San Apollinare, Venecia)
- San Francisco de Paula (San Francesco di Paola, Venecia)
- Deposición con San Alberto y donantes (Santa Maria del Carmelo, Venecia)
- Bautismo de San Agustín (Santa Maria Maggiore, Vasto)